# Srinivasa Ramanujan
Vous lisez un « article de qualité » labellisé en 2018.
Pour les articles homonymes, voir Ramanujan.
Ne doit pas être confondu avec C. P. Ramanujam, également mathématicien.
Srinivasa Ramanujan (en tamoul : சீனிவாச இராமானுஜன் .), né le 22 décembre 1887 à Erode et mort le 26 avril 1920 à Kumbakonam, est un mathématicien indien.
Issu d'une famille modeste de brahmanes tamouls orthodoxes, il est autodidacte, faisant toujours preuve d'une pensée indépendante et originale. Il apprend seul les mathématiques à partir de deux livres qu'il s'est procurés avant l'âge de seize ans, ouvrages qui lui permettent d'établir une grande quantité de résultats sur la théorie des nombres, sur les fractions continues et sur les séries divergentes, tandis qu'il crée son propre système de notation. Jugeant son entourage académique dépassé, il publie plusieurs articles dans des journaux mathématiques indiens et tente d'intéresser les mathématiciens européens à son travail par des lettres qu'il leur envoie.
Une de ces lettres, envoyée en janvier 1913 à Godfrey Harold Hardy, contient une longue liste de formules et de théorèmes sans démonstration. Hardy considère tout d'abord cet envoi inhabituel comme une supercherie, puis en discute longuement avec John Littlewood pour aboutir à la conviction que son auteur est certainement un « génie », un qualificatif souvent repris de nos jours. Hardy répond en invitant Ramanujan à venir en Angleterre ; en compagnie de Littlewood, une collaboration fructueuse en résulte.
Affecté toute sa vie par des problèmes de santé, Ramanujan voit son état empirer lors de son séjour en Angleterre, il retourne en Inde en 1919 où il meurt peu de temps après à Kumbakonam à l'âge de trente-deux ans. Il laisse derrière lui des cahiers entiers de résultats non démontrés (appelés les cahiers de Ramanujan) qui, en ce début de XXIe siècle, continuent d'être étudiés.
Ramanujan a travaillé principalement sur les fonctions elliptiques et sur la théorie analytique des nombres, il est devenu célèbre pour ses résultats calculatoires impliquant des constantes telles que π et e, les nombres premiers ou encore la fonction partition d'un entier, qu'il a étudiée avec Hardy. Grand créateur de formules mathématiques, il en a inventé plusieurs milliers qui se sont pratiquement toutes révélées exactes, mais il aura fallu cent ans pour les traiter toutes : la démonstration de sa dernière formule non élucidée n'a été publiée qu'en 2019. À propos de certaines d'entre elles, Hardy, stupéfait par leur originalité, a déclaré qu’« un seul coup d'œil suffisait à se rendre compte qu'elles ne pouvaient être pensées que par un mathématicien de tout premier rang. Elles devaient être vraies, car si elles avaient été fausses, personne n'aurait eu assez d'imagination pour les inventer ».

## Biographie

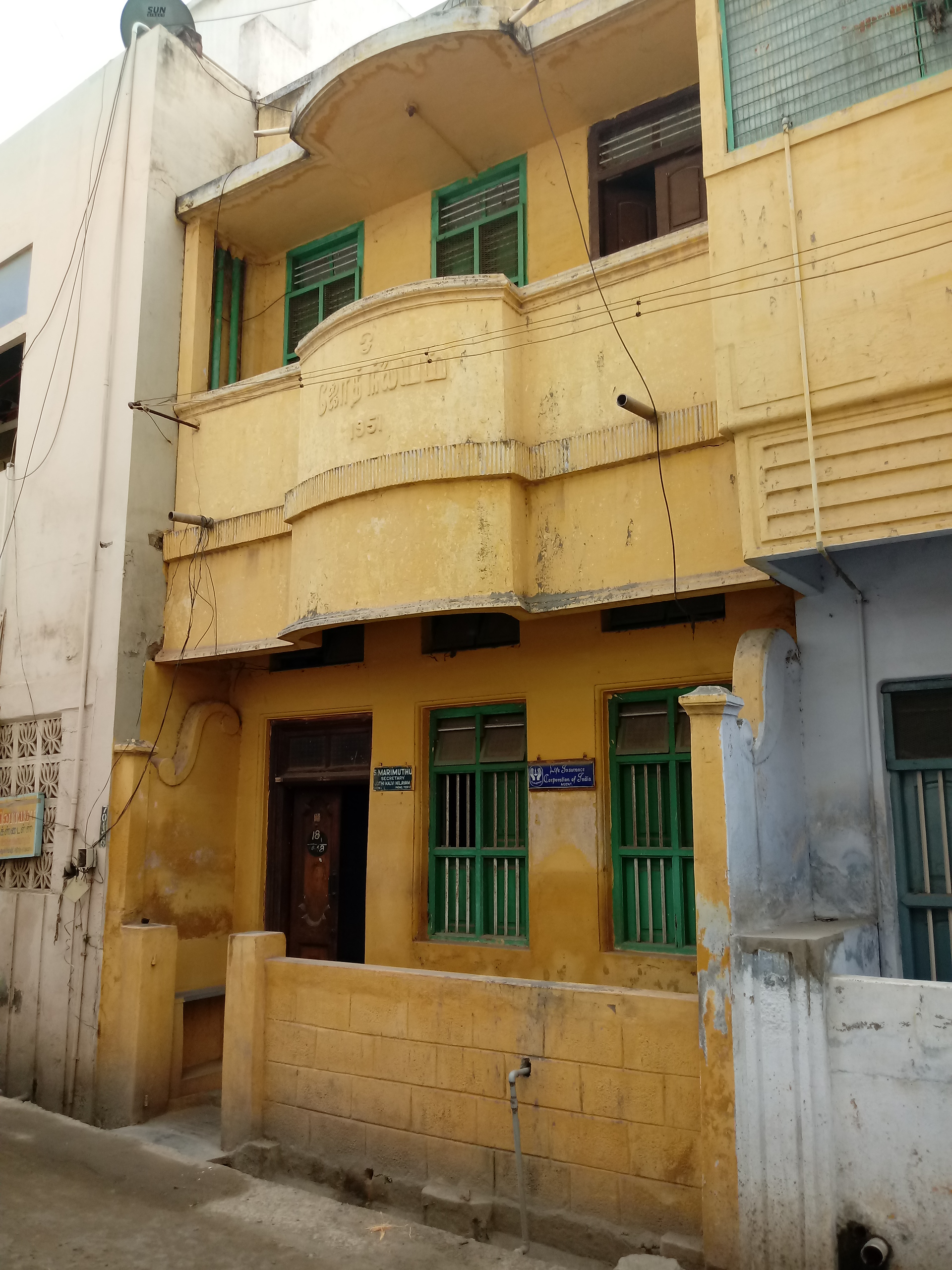
Maison natale de Ramanujan, au 18 rue Alahiri, Erode.

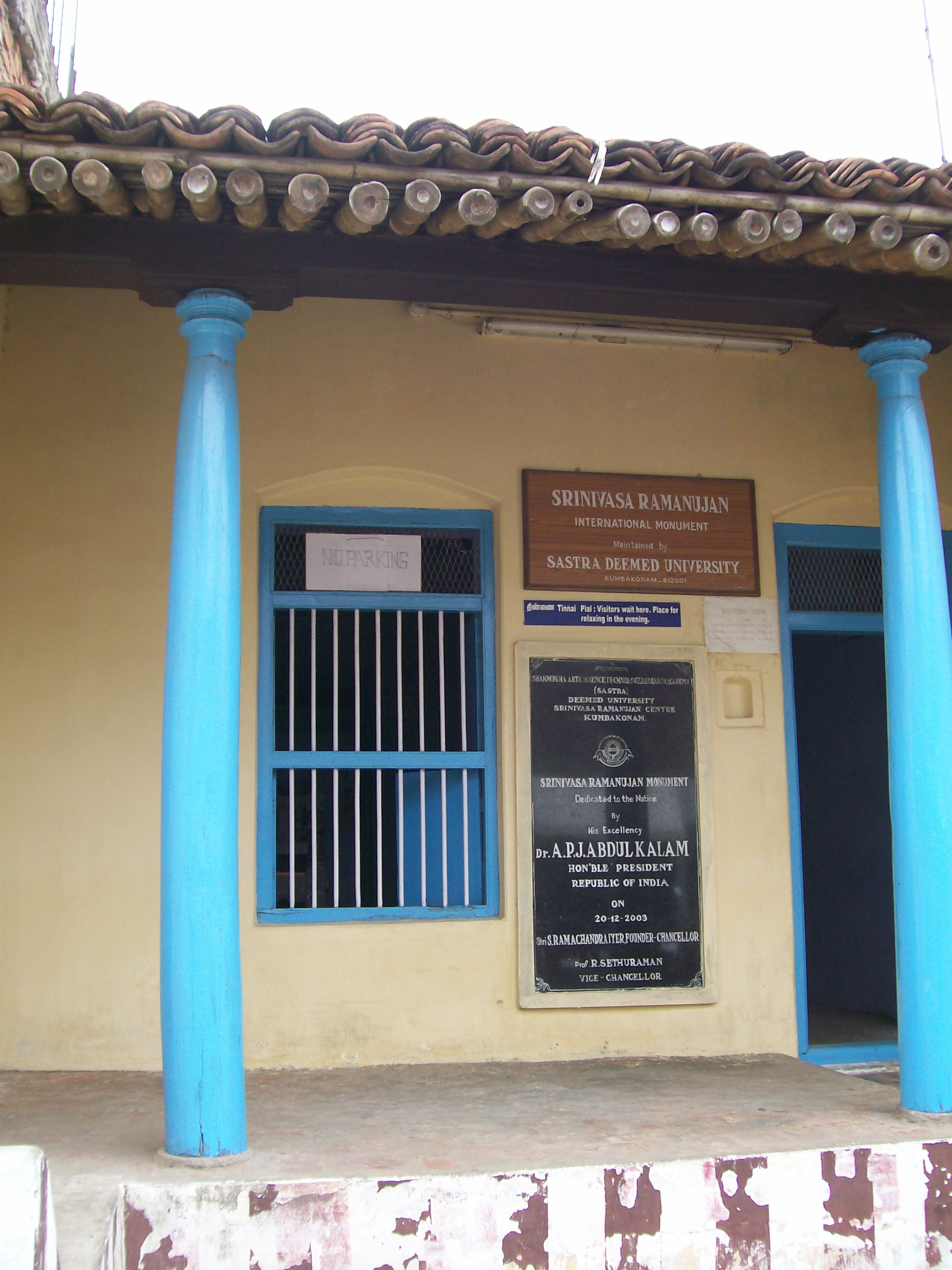
Maison de Ramanujan rue Sarangapani Sannidhi, Kumbakonam, aménagée en musée.

### Jeunesse
Srinivasa Ramanujan (litt. « frère cadet de Rāma »), naît le 22 décembre 1887 à Erode, dans l'actuel État du Tamil Nadu en Inde, dans la résidence de ses grands-parents maternels,. Son père, Kuppuswamy Srinivasa Iyengar, né à Thanjavur, travaille comme commis dans un magasin de saris. Sa mère, Komalatammal, est femme au foyer, tout en gagnant un peu d'argent en chantant au temple. Il aura plusieurs frères, dont deux seulement survivront à la petite enfance : Lakshmi Narasimhan (1898-1946) et Thirunarayanan (1905-1978).
À un an, il vient vivre chez son père dans une maison traditionnelle de la rue Sarangapani à Kumbakonam ; en 2003, cette maison a été transformée en un musée honorant ses travaux. Il y passe la plus grande partie des vingt années suivantes. En décembre 1889, Ramanujan contracte la variole, dont il gardera toute sa vie des cicatrices. Il déménage ensuite dans la maison de ses grands-parents maternels, entre-temps installés à Kanchipuram, non loin de Madras.
Le 1er octobre 1892, Ramanujan entre à l'école élémentaire ; les deux années suivantes, sa scolarité est chaotique. Sa grand-mère ayant perdu son emploi de fonctionnaire à la cour de Kanchipuram, sa mère et lui retournent à Kumbakonam, où il est inscrit à l'école primaire Kangayan. À la mort de son grand-père paternel, il est renvoyé chez ses grands-parents maternels, qui ont alors déménagé à Madras. Ne supportant pas l'école de Madras, il fait l'école buissonnière, ce qui conduit sa famille à faire appel à la police pour s'assurer qu'il y va effectivement. Six mois plus tard, Ramanujan est de retour à Kumbakonam.
Dès lors, le père de Ramanujan étant accaparé par son travail, c'est sa mère qui se charge de son éducation. Elle lui enseigne notamment la tradition brahmane et le purana, ainsi que les chants religieux, afin qu'il puisse assister à des pujas. Réinscrit à l'école primaire Kangayan, Ramanujan y devient un brillant élève. En novembre 1897, juste avant ses dix ans, il termine premier de son quartier aux examens de fin d'études primaires, en anglais, en tamoul, en géographie et en arithmétique. Cette même année, Ramanujan rencontre pour la première fois les mathématiques « abstraites », lors de son passage dans l'enseignement secondaire.
En 1898 (il a onze ans), deux étudiants du Government College de Kumbakonam, un établissement d'enseignement supérieur, sont hébergés chez ses parents. Après leur avoir soutiré toutes leurs connaissances en mathématiques, il obtient d'eux le prêt de livres, en particulier Plane Trigonometry, de Sidney Luxton Loney,. Dès l'âge de treize ans, il maîtrise les connaissances issues de ce livre, et redécouvre quelques théorèmes. À quatorze ans, il reçoit l'équivalent du baccalauréat français et une bourse universitaire.
À quinze ans, Ramanujan emprunte à la bibliothèque du Government College le Synopsis of Pure Mathematics de George Shoobridge Carr,, contenant plusieurs milliers de résultats d'analyse et de géométrie, mais ne donnant que quelques indications sur leurs démonstrations, ce que Hardy déplorera par la suite en attribuant à cet ouvrage le style elliptique et non rigoureux de Ramanujan. Cependant, c'est ce livre qui fait entrer Ramanujan dans l'univers des mathématiques,. À dix-sept ans, il étudie en profondeur les nombres de Bernoulli et calcule la constante d'Euler jusqu'à 15 décimales ; à cette époque, ses camarades affirment « ne le comprendre que rarement »,.

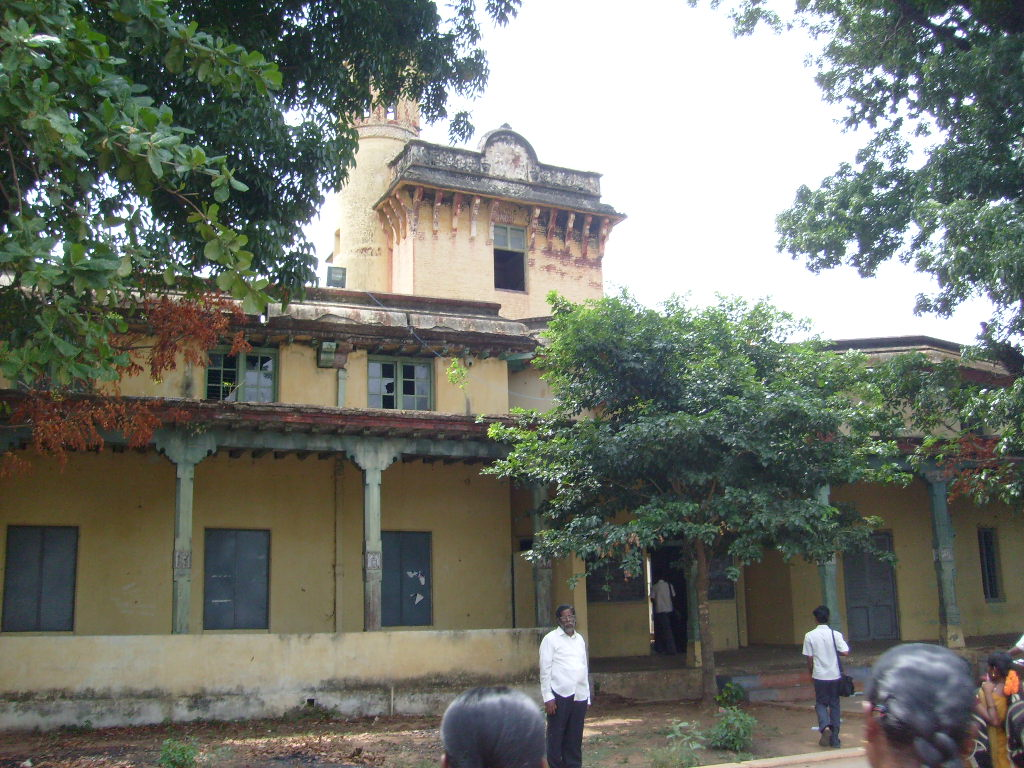
Le Government College de Kumbakonam, où Ramanujan passa l'année 1904.

Diplômé de la Town Higher Secondary School de Kumbakonam en 1904, Ramanujan reçoit le prix K. Ranganatha Rao pour les mathématiques, des mains du directeur de l'école, M. Krishnaswami Iyer. C'est ce dernier qui le recommande au Government College, le qualifiant d'étudiant exceptionnel. Mais à cause de sa focalisation sur les seules mathématiques, Ramanujan perd sa bourse d'études et quitte le domicile familial, en août 1905, pour s'installer à Visakhapatnam. Au début de l'année 1906, il s'inscrit au Pachaiyappa's College de Madras. Toujours excellent en mathématiques, mais médiocre dans les autres disciplines comme la biologie, Ramanujan échoue à l'examen de décembre 1906 et échoue à nouveau l'année suivante. À partir de 1908, il n'essaie plus de suivre un cursus conventionnel, mais continue des recherches personnelles en mathématiques, tout en vivant dans une grande pauvreté matérielle. À cette époque, faute de papier, il effectue ses calculs et ses raisonnements de tête ou sur une ardoise, ne notant que les résultats définitifs sur un cahier. Il conservera cette méthode de travail toute sa vie ; de plus, son isolement l'amène à se construire un système de notation personnel, qui rendra par la suite difficilement déchiffrable son travail.

### Premiers travaux
Inquiète de ses échecs qui obscurcissent son avenir, la famille de Ramanujan décide de le marier. Le 14 juillet 1909, il épouse Janaki Ammal, âgée de dix ans,. Pour survivre, il prépare des étudiants à leurs examens de fin d'année, au Presidency College. Des problèmes de santé apparaissent dès la fin des années 1900. Il demande à son ami Radakrishna Iyer de donner en cas de malheur ses cahiers mathématiques au professeur Singaravelu Mudaliar, du Pachaiyappa's College, ou au professeur britannique Edward B. Ross, du Christian College.
Après sa guérison, Ramanujan part en train de Kumbakonam à Viluppuram, ville alors sous influence française (située dans l'arrière-pays de Pondichéry) et y rencontre V. Ramaswamy Aiyer, fondateur de la Société mathématique indienne. Ramanujan, qui envisage un emploi au département des recettes où Ramaswamy travaille, lui montre ses cahiers de mathématiques. Ramaswamy le racontera plus tard : « J'ai été frappé par les résultats mathématiques extraordinaires qu'ils contenaient. Je n'avais pas le cœur d'étouffer son génie en lui attribuant un poste au bas de l'échelle dans le ministère du Budget. »
Ramaswamy envoie Ramanujan à Madras, muni de lettres de recommandation, chez des amis mathématiciens, desquels il obtient de nouvelles lettres de recommandation auprès de R. Ramachandra Rao, le secrétaire de la Société mathématique indienne. Ce dernier est impressionné par les résultats de Ramanujan, tout en émettant des doutes sur leur authenticité. C'est seulement après avoir discuté avec ce jeune prodige d'intégrales elliptiques, de séries hypergéométriques et de séries divergentes, qu'il est convaincu de ses capacités. Ayant demandé à Ramachandra un emploi et un soutien financier, Ramanujan est envoyé à Madras, où il peut continuer ses recherches, tandis que Ramaswamy l'aide à publier ses résultats dans le Journal of the Indian Mathematical Society,.
L'une de ses premières contributions à ce journal est un problème qui demande de déterminer la valeur d'un radical imbriqué infini, un objet certes inhabituel, mais qui ne devrait pas effrayer un mathématicien. Pourtant, après six mois, n'ayant toujours reçu aucune solution, il publie la réponse, ainsi que quelques indications sommaires pour l'obtenir.
En 1911, Ramanujan écrit pour le Journal un article de dix-sept pages sur les nombres de Bernoulli, contenant plusieurs théorèmes et conjectures. À cette époque, son style d'écriture laisse encore beaucoup à désirer. Comme l'écrivait M. T. Narayana Iyengar, l'éditeur du Journal,
« Les méthodes de M. Ramanujan étaient si laconiques et nouvelles, et sa présentation si peu claire et si imprécise, que le lecteur mathématicien ordinaire, peu habitué à une telle gymnastique intellectuelle, pouvait difficilement le suivre,. »
En mars 1912, Ramanujan obtient finalement un poste permanent de comptable auprès du Trésorier général de Madras, un travail lui laissant assez de loisirs pour se consacrer complètement aux mathématiques.

### Prise de contact avec les mathématiciens britanniques
À la fin de 1912, Narayana, Ramachandra et Edgar William Middlemast tentent de présenter les travaux de Ramanujan à des mathématiciens britanniques. Micaiah John Muller Hill, de l'University College de Londres, trouve les articles de Ramanujan trop lacunaires et affirme que, bien que Ramanujan « ait du goût pour les mathématiques, et de réelles capacités », il manque des bases nécessaires pour être accepté par ses confrères mathématiciens,. Même si Hill ne propose pas de prendre Ramanujan comme étudiant, il lui offre des conseils professionnels détaillés sur son travail. Aidé par ses amis, Ramanujan écrit alors des lettres aux mathématiciens les plus prestigieux de l'université de Cambridge.

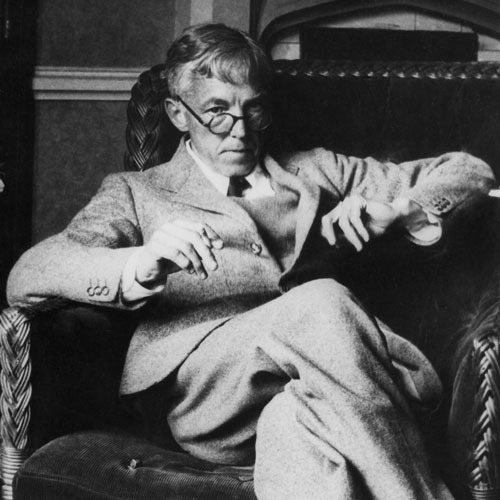
Godfrey Harold Hardy, dans la bibliothèque du Trinity College.

Les deux premiers, Henry Frederick Baker et Ernest William Hobson, renvoient les articles de Ramanujan sans commentaires. Le 16 janvier 1913, Ramanujan envoie alors à Godfrey Harold Hardy une lettre de neuf pages, que ce dernier prend d'abord pour une mystification : Hardy reconnaît bien certaines des formules qui y figurent, mais d'autres lui « semblent à peine croyables »,. En particulier, la plupart des étranges fractions continues de la dernière page du manuscrit laissent Hardy perplexe, avouant qu'il n'avait « jamais vu auparavant quoi que ce soit qui leur ressemble même vaguement ». Il fait à leur sujet cette remarque, aujourd'hui devenue célèbre : « Ces théorèmes doivent être vrais, car s'ils n'étaient pas vrais, personne n'aurait assez d'imagination pour les inventer »,.
Hardy demande alors à son collègue J. Littlewood de lire ce manuscrit. Stupéfié, ce dernier affirme qu'il ne peut provenir que d'un « homme de génie »,, un qualificatif souvent repris de nos jours,. Hardy déclarera à la mort de Ramanujan que cette lettre est « sûrement la plus remarquable qu'il a jamais reçue » et montre que son auteur est « un mathématicien de toute première qualité, un homme d'une puissance et d'une originalité exceptionnelles »,.
Le 8 février 1913, Hardy répond à Ramanujan ; il lui exprime son intérêt pour son travail et lui signale qu'il est « essentiel qu'il examine la démonstration de certains résultats »,. Avant même que sa lettre n'arrive à Madras, Hardy contacte le bureau de l'Inde dans le but d'organiser un séjour de Ramanujan à Cambridge. Arthur Davies, secrétaire du comité d'aide aux étudiants indiens, rencontre Ramanujan au début de 1914 pour discuter des détails de ce séjour, mais pour ne pas contrevenir à son éducation brahmane et pour ne pas heurter sa famille, Ramanujan refuse de quitter son pays pour « une terre étrangère »,. Cependant, il a entre-temps envoyé à Hardy une seconde lettre remplie de théorèmes, dans laquelle il écrit : « J'ai trouvé en vous un ami qui examine mes travaux avec bienveillance »,. Gilbert Walker, qui travaille alors avec Hardy au Trinity College, étudie alors les travaux de Ramanujan, exprimant lui aussi son étonnement, et insiste pour que le jeune homme vienne travailler à Cambridge. 
À la suite de sa décision de rester en Inde, Narayana et Ramachandra réunissent le bureau d'études mathématiques de l'université de Madras pour discuter de « ce qu'on pouvait faire pour Ramanujan »,. Le bureau décide de lui attribuer une bourse de recherche de 75 roupies par mois durant deux ans, soit plus du double de son salaire de comptable. Durant cette période, Ramanujan continue de proposer des articles au Journal of the Indian Mathematical Society. Ainsi, Narayana publie certains théorèmes sur la sommation de séries divergentes, en les lui attribuant ; une autre série de théorèmes publiés dans ce journal porte sur le calcul d'intégrales définies. Ramanujan généralise une méthode due à Giuliano Frullani.
Après que Ramanujan a décliné l'invitation de Hardy, la correspondance avec celui-ci se gâte quelque peu. Hardy propose alors à E. H. Neville, un collègue donnant des conférences à Madras, de superviser les travaux de Ramanujan, et d'essayer de le convaincre de venir. Cela se révèle inutile, car entre-temps la mère de Ramanujan fait un rêve dans lequel la déesse familiale Namagiri Thayar lui a recommandé de « ne plus s'interposer entre son fils et l'accomplissement de son destin »,,. Ramanujan s'embarque alors pour l'Angleterre en laissant sa femme, alors âgée de quinze ans, à la garde de ses parents,.

### Séjour en Angleterre

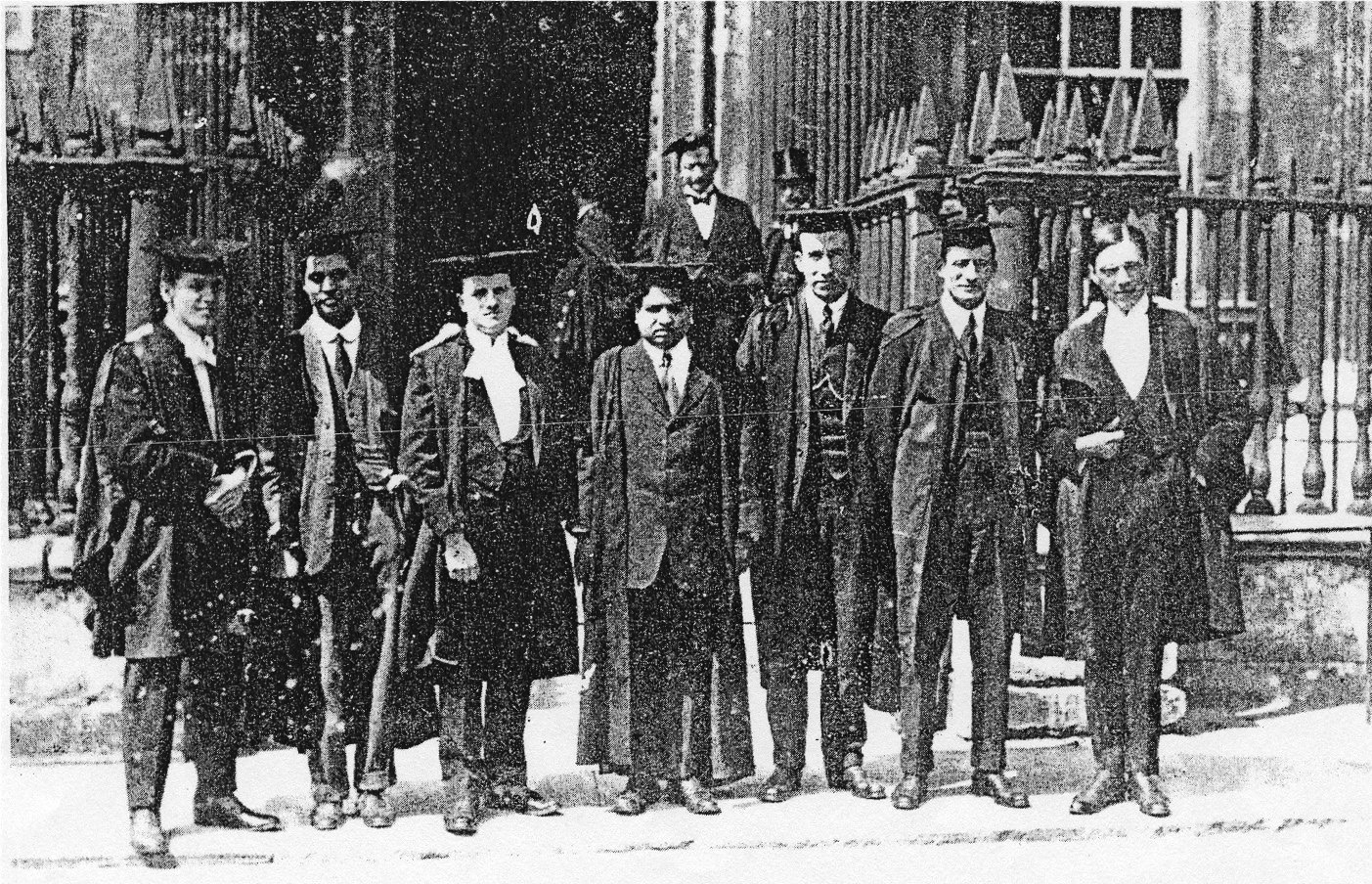
Ramanujan (au centre) et Hardy (à l'extrême droite) devant le Senate House de l’université de Cambridge, vers 1915.

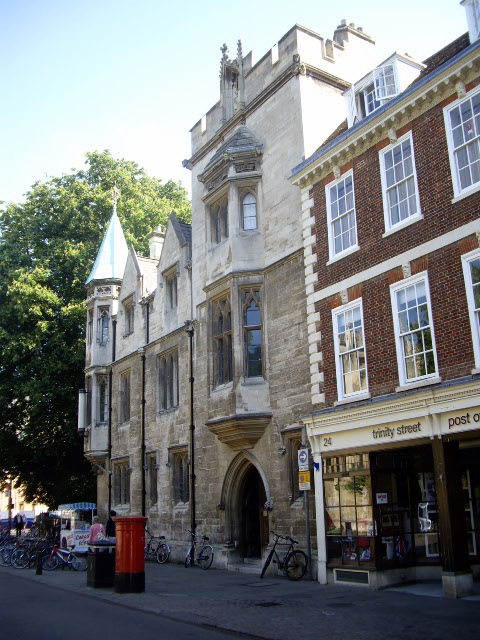
Whewell's Court, au Trinity College (Cambridge).

Ramanujan arrive à Londres le 14 avril 1914 après un mois de traversée ; il est accueilli par Neville qui le loge chez lui à Cambridge, et il commence aussitôt à travailler avec Hardy et Littlewood. Au bout de six semaines, Ramanujan emménage à Wheewell's Court, à cinq minutes à pied du logement de Hardy, et ce dernier et Littlewood peuvent étudier ses cahiers. Hardy a déjà reçu 120 formules et théorèmes dans les deux premières lettres, mais les cahiers en contiennent beaucoup plus. Certains sont faux, et d'autres sont déjà connus, mais la majorité constitue des découvertes importantes, leur faisant à tous deux une forte impression. Littlewood commente « qu'il le croit au moins du calibre d'un Jacobi » tandis que Hardy « ne peut le comparer qu'à Euler ou à Jacobi »,. Hardy, qui aimait classer les mathématiciens sur une échelle de 1 à 100, s'attribuera par la suite 25, donnera 30 à Littlewood, 80 à David Hilbert et 100 à Ramanujan.
Hardy et Ramanujan ont des personnalités contrastées, et leur collaboration voit s'affronter des cultures, des croyances et même des styles de travail opposés. Les décennies précédentes ont connu en Occident une crise des fondements des mathématiques, rendant nécessaire une approche rigoureuse des démonstrations, dont Hardy est un fervent partisan, alors que Ramanujan compte sur son instinct et ses intuitions fulgurantes. Hardy fera de son mieux pour combler les lacunes dans l'éducation de Ramanujan et pour le convaincre d'appuyer ses résultats sur des preuves rigoureuses, sans pour autant brider son inspiration ; le conflit entre les deux approches est pénible à chacun, et Hardy déplorera par la suite à plusieurs reprises que Ramanujan n'ait pas reçu une éducation plus traditionnelle, qui lui aurait peut-être « permis de devenir le plus grand mathématicien de son temps », ; il fait cependant remarquer qu'il n'a pas pris le temps de lui demander d'où provenaient exactement ses connaissances, car, dit-il, « pourquoi lui aurais-je demandé s'il connaissait tel ou tel résultat, quand il me montrait pratiquement chaque jour une demi-douzaine de nouveaux théorèmes, ? »
Ramanujan reçoit un Bachelor of Science « de recherche » (grade disparu correspondant au Ph. D. actuel) en mars 1916 pour son travail sur les nombres hautement composés, travail dont la première partie a été publiée dans les Proceedings of the London Mathematical Society. Cet article de plus de 60 pages démontre de nombreuses propriétés de ces nombres ; Hardy remarquera « qu'il s'agissait d'un travail de recherche des plus inhabituels, et que Ramanujan y avait fait preuve d'une ingéniosité extraordinaire »,.
Le 6 décembre 1917, il est admis dans la London Mathematical Society ; en 1918, il est élu Fellow of the Royal Society « pour ses recherches sur les fonctions elliptiques et la théorie des nombres », devenant le second Indien à y être admis, après Ardaseer Cursetjee en 1841. La même année, le 13 octobre, il est le premier Indien à devenir Fellow of Trinity College.
Au total, Ramanujan passe près de cinq ans à Cambridge, y publiant beaucoup de ses découvertes, dans une vingtaine d'articles réunis après sa mort en un livre par Hardy et ses collaborateurs ; la Première Guerre mondiale n'empêche pas ces articles de susciter une grande attention, car ils ouvrent de nouvelles pistes de recherche.

### Maladie et mort
Durant toute sa vie, Ramanujan a été tourmenté par des problèmes de santé. Son état s'aggrave en Angleterre, peut-être en raison du climat, et des difficultés à maintenir le strict régime végétarien exigé par son brahmanisme orthodoxe, au milieu des restrictions dues à la guerre entre 1914 et 1918. Diagnostiqué tuberculeux, et souffrant d'un déficit sévère en vitamines, il fréquente plusieurs établissements hospitaliers à partir de 1917, avant d'être admis en sanatorium à Putney, où Hardy lui rend des visites fréquentes. En février 1918, très déprimé, affaibli et démoralisé, semble-t-il, par la nourriture proposée dans ces établissements,  le jeune mathématicien tente de se suicider en se jetant sous les roues d'une rame du métro londonien. Cependant, à partir du printemps 1918, une succession de bonnes nouvelles, dont son admission à la Royal Society, lui redonne le moral, tandis que la fin de la guerre en novembre lui permet d'envisager un retour en Inde.
En mars 1919, apparemment en meilleure santé, mais encore fragile, il retourne à Kumbakonam rejoindre sa femme et ses parents ; sa réputation (due aux honneurs reçus en Angleterre) l'a précédé, et on lui propose en particulier un poste de professeur d'université à Madras, qu'il déclare accepter dès qu'il sera complètement guéri ; cependant, peut-être à cause de la chaleur excessive, il recommence à s'affaiblir durant l'été, ce qui ne l'empêche pas de continuer à produire de nouveaux résultats mathématiques, mais ses derniers mois sont assez pénibles ; il meurt le 26 avril 1920, à l'âge de 32 ans,.
En 1994, une analyse des dossiers médicaux et des symptômes de Ramanujan par le docteur D. A. B. Young amène ce dernier à conclure que sa maladie ressemblait beaucoup plus à une amœbose hépatique (une maladie alors endémique à Madras) qu'à la tuberculose. En effet, Ramanujan avait connu deux épisodes de dysenterie avant de quitter l'Inde. Or lorsqu'elle n'est pas correctement traitée, la dysenterie peut effectivement devenir chronique, et conduire à une amœbose, alors que correctement diagnostiquée (mais les erreurs n'étaient alors pas rares), la maladie aurait pu être soignée et même guérie à cette époque,.

## Personnalité et vie religieuse

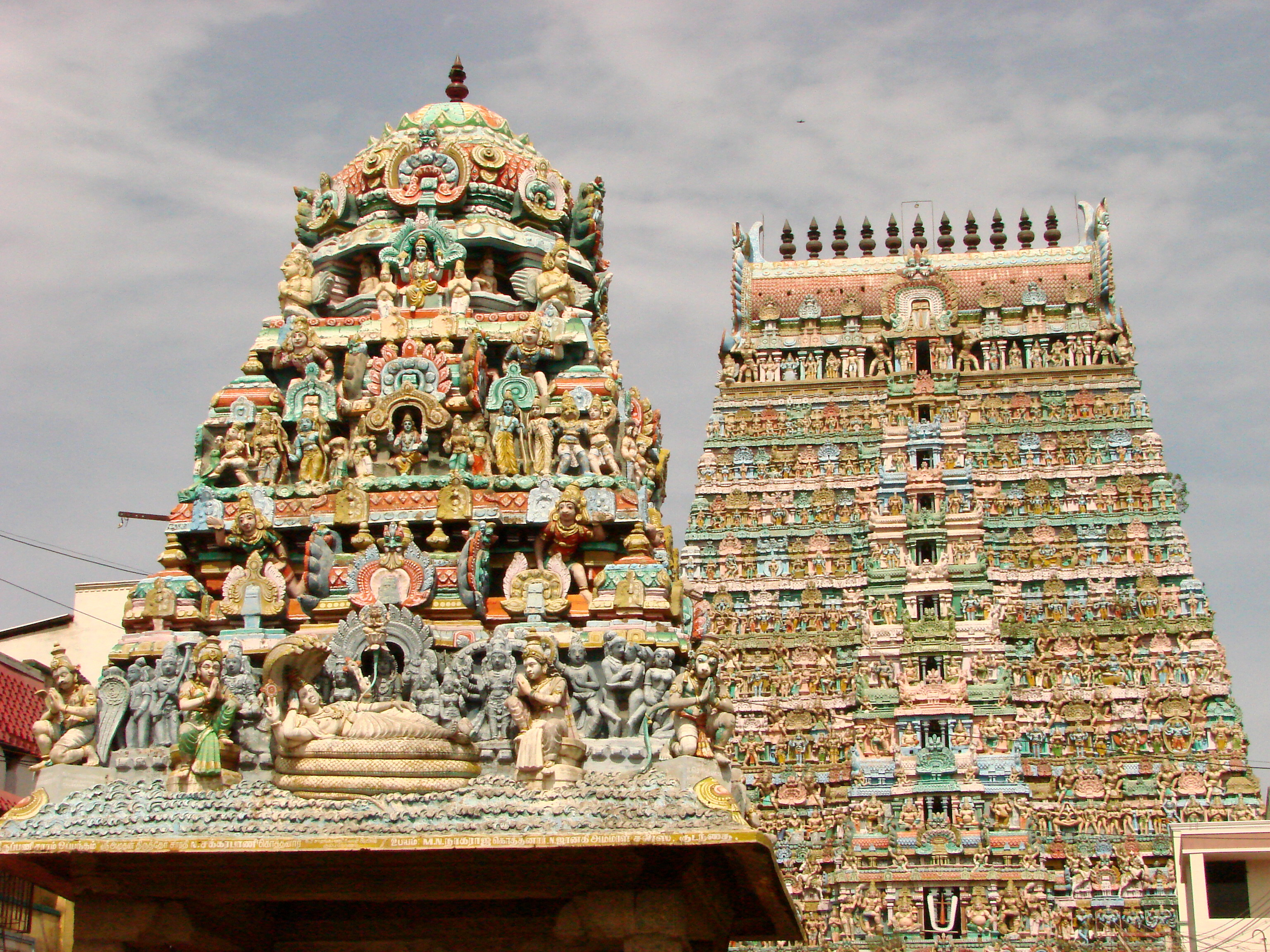
Temple de Sarangapani à Kumbakonam, où Ramanujan et sa famille offraient des prières à Vishnou.

Ramanujan est décrit par ses amis indiens comme amical et tranquille, capable de plaisanter en tamoul et en anglais ; sa passion pour les mathématiques lui donne un charme et une innocence que tous lui reconnaissent, et lui attire des amis désireux de l'aider. À Cambridge, son entourage en parle comme d'un compagnon au caractère timide et calme, mais s'animant d'un enthousiasme communicatif lorsqu'il expose ses idées mathématiques ou philosophiques en petit comité ; c'est un personnage digne aux manières agréables et à l'existence spartiate.
Les premiers biographes indiens de Ramanujan insistent sur son hindouisme rigoureusement orthodoxe, et affirment qu'il attribue sa capacité de réflexion à sa déesse familiale, Namagiri Thayar, qu'il compte sur elle pour l'inspirer dans son travail et qu'il prétend avoir rêvé de gouttes de sang symbolisant son époux, Narasimha, avatar de Vishnou, après avoir reçu les visions de rouleaux de formules mathématiques complexes se déroulant sous ses yeux. Selon ces biographes, Ramanujan dit souvent : « Une équation pour moi n'a aucune signification, à moins qu'elle ne représente une pensée de Dieu,,. »
Cependant, Hardy tenait à ce qu'on ne considère pas Ramanujan comme un mystique dont les inspirations mathématiques proviendraient « d'une mystérieuse et immémoriale sagesse orientale »,, le décrivant au contraire comme « un être humain rationnel qui se trouvait être un grand mathématicien », ; il cite (en insistant sur l'étonnement qu'elles lui ont causé) des remarques de Ramanujan qui montrent que toutes les religions « lui semblaient plus ou moins également vraies »,. Hardy en déduisait que la piété de Ramanujan avait été idéalisée par les Occidentaux et exagérée par ses biographes indiens ; il n'évoquait pourtant là que ses croyances et non ses pratiques religieuses, se plaignant au contraire des conséquences regrettables de son observance stricte du végétarisme sur sa santé et peut-être sur son travail.

## Travaux mathématiques

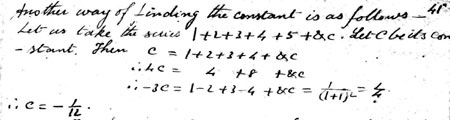
Une sommation de Ramanujan, dans son premier cahier, montrant pourquoi la somme de tous les entiers est égale à -1/12.

### Apports théoriques

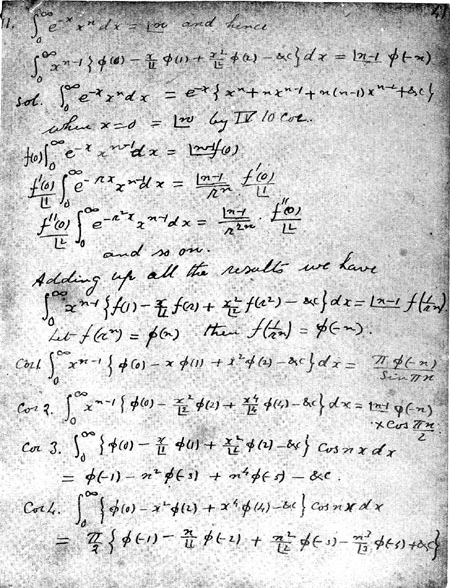
Une page du cahier de Ramanujan où est énoncé le master theorem.

Les travaux de Ramanujan portent principalement sur divers aspects de la théorie des nombres (par exemple les nombres premiers de Ramanujan, les nombres hautement composés, les identités de Rogers-Ramanujan, ou encore l'étude détaillée, accomplie en collaboration avec Hardy, de la fonction donnant le nombre de partitions d'un entier et en particulier à ce sujet les congruences qui portent son nom), et plus particulièrement sur l'utilisation dans cette théorie de méthodes analytiques comme la méthode du cercle (qu'il a contribué à développer), ainsi que sur l’utilisation des fonctions elliptiques et modulaires, et des fonctions thêta, ; Paul Erdős considérait également qu'il était l'initiateur, en combinatoire, des méthodes probabilistes. Il a fait par ailleurs des découvertes dans plusieurs autres domaines des mathématiques, comme en analyse avec la sommation de Ramanujan ou le « master theorem », ainsi que de fécondes conjectures, comme celles concernant la fonction tau.

### Formules
Ramanujan est célèbre pour son extraordinaire productivité en matière de formules. Hardy a déclaré, faisant allusion à Leonhard Euler, lui aussi grand créateur de formules remarquables, qu'il « était né 150 ans trop tard »,, et, concernant la lettre qu'il lui avait envoyée en 1913, que les formules qu'elles contenaient ne pouvaient qu'être justes « car, si elles étaient fausses, personne n'aurait eu une imagination suffisante pour les inventer , ».
Répartis dans trois cahiers, ainsi que sur un ensemble de feuillets épars redécouvert en 1976, et appelé le « cahier perdu », pour un total d'environ 700 pages, plusieurs milliers de ses résultats ont été analysés et désormais tous démontrés (parfois à l'aide d'outils informatiques) : très peu sont faux (le plus souvent à la suite d'erreurs de copie) et les deux tiers sont originaux,,,. Ramanujan ne disposant pas de certaines théories, inconnues ou en cours de développement au début du XXe siècle, comme la théorie analytique des nombres, et ignorant même des résultats fondamentaux de l'analyse complexe, comme le théorème des résidus,, les méthodes qui lui ont permis de découvrir une telle quantité de formules et de théorèmes restent obscures,. Les sections suivantes donnent une idée de la variété de ces formules.

#### Formules de la lettre à Hardy
La première lettre de Ramanujan à Hardy, datée du 16 janvier 1913, est constituée essentiellement de formules et de théorèmes sans démonstration. Hardy en reconnut certains, mais d'autres lui « semblaient à peine croyables ». Ainsi, au bas de la page 3, figure l'identité suivante :
valable pour 0 < a < b + 1/2, et où la fonction gamma Γ, due à Euler, généralise aux réels la factorielle (elle vérifie {\displaystyle \Gamma (x+1)=x\Gamma (x)} et {\displaystyle \Gamma (n)=(n-1)!} pour les entiers). Ce résultat avait déjà été obtenu par Gustav Conrad Bauer en 1859, mais Hardy l'ignorait à l'époque.
Hardy a également été fort impressionné par certaines des séries infinies manipulées par Ramanujan, par exemple les deux suivantes :
dans lesquelles les coefficients sont en progression arithmétique (1, 5, 9, 13,… et 1, 9, 17, 25,…). Hardy put redémontrer ces résultats à l'aide de propriétés des séries hypergéométriques prolongeant les travaux d'Euler et de Gauss, mais il trouva néanmoins qu'ils étaient « beaucoup plus surprenants » que ceux de Gauss.
Les théorèmes sur les fractions continues de la dernière page du manuscrit, tels que celui-ci (déjà démontré par Jacobi, et proche de résultats connus de Gauss) :
laissèrent pour la plupart Hardy perplexe : il n'avait « jamais vu auparavant quoi que ce soit leur ressemblant même vaguement »,.

#### Fractions continues généralisées
Deux exemples spectaculaires de la créativité de Ramanujan sont les formules suivantes :
reliant e, π et le nombre d'or, {\displaystyle \varphi ={\frac {1+{\sqrt {5}}}{2}}} (cette formule figurait dans sa première lettre à Hardy, et faisait partie de celles qui « ne ressemblaient à rien de ce qu'il connaissait »,,), et une autre mettant en jeu e et π :
Cette seconde formule combine une série infinie et une fraction continue généralisée pour donner une relation entre les deux plus célèbres constantes des mathématiques.

#### Séries pourπ
Les frères Jonathan et Peter Borwein ont démontré en 1987 un ensemble de formules que Ramanujan avait découvertes en 1910 et qui figuraient dans son premier article publié en Angleterre (sans aucune démonstration, et avec seulement quelques vagues indications sur leur origine),,, dont la plus surprenante (et d'ailleurs la plus efficace) est :
Cette formule fournit huit décimales supplémentaires de 1/π à chaque nouveau terme de la série (et produit dès le premier terme l'excellente approximation {\displaystyle \pi \simeq {\frac {9801{\sqrt {2}}}{4412}}}, vraie à 10–7 près).
Hardy a fait remarquer que les résultats de Ramanujan cachent souvent des théories plus profondes qu'il n'y paraît ; ainsi, le résultat précédent proviendrait de l'étude du « discriminant fondamental » d = −4 × 58 = −232 de nombre de classes h(d) = 2 et serait lié à la « coïncidence numérique » {\textstyle \mathrm {e} ^{\pi {\sqrt {58}}}=396^{4}-104,000000177\dots .} (on a en effet 26390 = 5 × 7 × 13 × 58, 16 × 9801 = 3962 et 1103 = 19 × 58 + 1).

#### Radicaux imbriqués
Dans l'une de ses premières publications dans le Journal of the Indian Mathematical Society, Ramanujan demandait de déterminer la valeur de radicaux imbriqués infinis tels que
{\displaystyle r={\sqrt {1+2{\sqrt {1+3{\sqrt {1+\cdots }}}}}}} ;
à la page 105 de son premier cahier, on trouve une formule plus générale :
{\displaystyle x+n+a={\sqrt {ax+(n+a)^{2}+x{\sqrt {a(x+n)+(n+a)^{2}+(x+n){\sqrt {\cdots }}}}}}},
d'où on déduit que la solution de la question du Journal, est simplement r = 3.
Dans le « cahier perdu », on trouve d'autres formules plus spectaculaires encore, par exemple,
{\displaystyle {\sqrt {5+{\sqrt {5+{\sqrt {5-{\sqrt {5+{\sqrt {5+{\sqrt {5+{\sqrt {5-\cdots }}}}}}}}}}}}}}={\frac {2+{\sqrt {5}}+{\sqrt {15-6{\sqrt {5}}}}}{2}}} (où la séquence des signes {\displaystyle (+,+,-,+)} se reproduit périodiquement).

#### Autres identités algébriques
Sa virtuosité dans la manipulation des nombres algébriques l'a amené à produire de surprenantes égalités telles que :
{\displaystyle \left(\cos {\frac {2\pi }{9}}\right)^{1/3}+\left(\cos {\frac {4\pi }{9}}\right)^{1/3}-\left(\cos {\frac {\pi }{9}}\right)^{1/3}=\left({\frac {3(9^{1/3}-2)}{2}}\right)^{1/3}},
qu'il avait également proposé comme problème dans le Journal of the Indian Mathematical Society.
Dans un genre un peu différent, il découvrit également plusieurs identités permettant de construire des exemples de sommes de trois cubes égales à un cube, comme celle-ci :
{\displaystyle (3x^{2}+5xy-5y^{2})^{3}+(4x^{2}-4xy+6y^{2})^{3}+(5x^{2}-5xy-3y^{2})^{3}=(6x^{2}-4xy+4y^{2})^{3}}
qui généralise la curieuse coïncidence numérique 33 + 43 + 53 = 63 = 216 pour x = 1 et y = 0 ; elles sont aisées à vérifier par un simple développement algébrique, mais semblent difficiles à obtenir sans disposer d'une théorie générale ; là encore, on ignore si Ramanujan en possédait une (la question pourrait avoir un rapport avec la théorie des nombres taxicab).

#### Approximations numériques
Dans son premier article écrit à Cambridge, Ramanujan fournit d'étonnantes approximations numériques (en précisant l'erreur commise, mais avec très peu de justifications), telles que
{\displaystyle \pi \simeq {\frac {12}{\sqrt {190}}}\ln[(3+{\sqrt {10}})({\sqrt {8}}+{\sqrt {10}})]} (à 10–18 près, c'est-à-dire avec 18 décimales exactes).
Il donne également dans le même article trois exemples de nombres « presque entiers » :
{\displaystyle \mathrm {e} ^{\pi {\sqrt {22}}}=2508951,9982\dots } ,
{\displaystyle \mathrm {e} ^{\pi {\sqrt {37}}}=199148647,999978\dots } , et
{\displaystyle \mathrm {e} ^{\pi {\sqrt {58}}}=24591257751,99999982\dots }.
Un phénomène analogue se produit pour les nombres de Heegner ; c'est ce qui a donné à Martin Gardner l'idée du poisson d'avril attribuant à Ramanujan la prédiction selon laquelle {\displaystyle \mathrm {e} ^{\pi {\sqrt {163}}}} serait entier, ; pour cette raison, ce dernier nombre est parfois connu sous le nom de constante de Ramanujan.

### Anecdote du taxi
Ramanujan faisait preuve d'une extraordinaire mémoire des nombres et de leurs propriétés. Hardy rapporte à ce sujet l'anecdote suivante, devenue célèbre,, :

« Je me souviens que j'allais le voir une fois alors qu'il était malade, à Putney. J'avais pris un taxi portant le numéro 1729 et je remarquais que ce nombre me semblait peu intéressant, ajoutant que j'espérais que ce ne fût pas mauvais signe. 
— Non, me répondit-il, c'est un nombre très intéressant : c'est le plus petit nombre décomposable en somme de deux cubes de deux manières différentes. »

 En effet, {\displaystyle 9^{3}+10^{3}=1^{3}+12^{3}=1729}. Et Hardy, citant Littlewood, conclut (après avoir tout de même remarqué que Ramanujan ignorait la réponse à la même question pour les puissances quatrièmes) qu'il donnait l'impression que « chaque entier naturel était un de ses amis personnels »,,,.

## Reconnaissance posthume

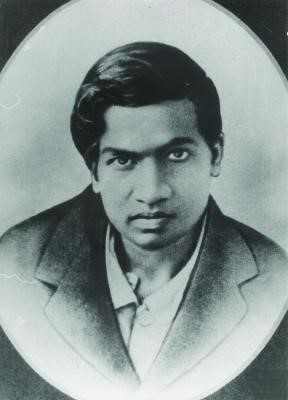
Ramanujan en 1919, frontispice du livre de.

### Postérité mathématique

#### Articles et manuscrits de Ramanujan
Faute de papier, Ramanujan a pris en Inde l'habitude d'effectuer ses calculs et ses raisonnements de tête ou sur une ardoise, ne notant que les résultats définitifs ; il conserve cette méthode de travail toute sa vie, remplissant ainsi en tout trois cahiers (contenant près de quatre mille formules sur plus de sept cents pages) qu'il transporte partout avec lui,.
Après sa mort, Thirunarayanan, son plus jeune frère, réunit certaines de ses notes manuscrites, et Janaki Ammal, sa femme, fait don de l'ensemble de ses cahiers et de ses notes à l'université de Madras, où les trois cahiers sont conservés actuellement ; en août 1923, le secrétaire général de l'université, Francis Drewsbury, envoie la plus grande partie de ces documents à Hardy.
Hardy écrit, en juin 1920, un article nécrologique dans Nature, et, l'année suivante, une nécrologie plus détaillée pour la London Mathematical Society ; il y affirme, ce qui va s'avérer prophétique, qu'il faudra au moins vingt années pour qu'on mesure tout ce qu'a apporté Ramanujan. Il commence alors, en collaboration avec S. Aiyar et Bertram Martin Wilson, à réunir et à éditer ses textes publiés dans divers journaux indiens ou anglais ; l'ensemble (37 articles en tout) est publié en 1927. En 1937, Hardy écrit pour The American Mathematical Monthly un article, The Indian Mathematician Ramanujan, racontant les circonstances de leur rencontre et se consacrant surtout à ses travaux, puis donne une série de conférences en Angleterre et aux États-Unis, qu'il réunit dans un livre publié en 1940.
À une date indéterminée (probablement après 1935), Hardy transmet les cahiers (et des manuscrits épars) à George Neville Watson, lequel, en collaboration avec Wilson, avait commencé à travailler sur un projet d'édition, mais qui semble s'être désintéressé de ce projet après la mort de Wilson en 1935.
Après la mort de Watson en 1965, John Macnaghten Whittaker (le fils de son ami Edmund Whittaker) inspecte ses archives (avant leur incinération quelques jours plus tard) et découvre un ensemble de 138 feuillets de la main de Ramanujan, que Rankin et lui envoient à la bibliothèque du Trinity College en décembre 1968. George Andrews en entend parler par Lucy Joan Slater, et l'y redécouvre à son tour au printemps de 1976, comme il en fait le récit en 2012, pour les célébrations du 150e anniversaire. C'est à partir de ce moment que cet ensemble est connu sous le nom de « cahier perdu » (lost notebook),,.
À partir de 1977 et pendant plus de vingt ans, Bruce Carl Berndt se consacre à l'édition commentée des trois cahiers (appelés désormais cahiers de Ramanujan), en cinq volumes totalisant plus de 1 800 pages. En tout, les cahiers contiennent près de 3 900 « assertions », le plus souvent sans aucune démonstration. Berndt et ses collaborateurs, notamment les mathématiciens George Andrews, Richard Askey et Robert Rankin, s'attellent soit à les démontrer, soit à chercher des références dans la littérature existante ; Berndt peut également s'appuyer sur les notes que Watson et Wilson ont prises dans les années 1930 pour leur projet abandonné d'édition. Entre 2005 et 2018, il publie une édition commentée, en cinq autres volumes, des résultats du « cahier perdu », en étant cette fois aidé également par Ken Ono, qui, comme Andrews, est un spécialiste des formes modulaires sur lesquelles ces résultats portent pour l'essentiel.

#### Héritage mathématique
Dès l'annonce de sa mort, Hardy déclare : « Ce qu'il a réussi à faire [malgré ses handicaps] est déjà merveilleux [...] lorsque les recherches que ses travaux ont inspirées seront achevées, ceux-ci sembleront bien plus merveilleux encore,. » Plusieurs des pistes ouvertes par Ramanujan sont explorées au cours des vingt années suivantes ; Hardy décrit certaines de ces avancées dans ses conférences de la fin des années 1930, qu'il réunit dans un livre publié à Cambridge en 1940.
Cependant, vers la fin des années 1950, les travaux de Ramanujan tombent dans un oubli relatif, et les carnets, publiés par le Tata Institute en 1957, mais difficilement déchiffrables, restent confidentiels. Une importante avancée résulte pourtant de travaux sur la conjecture de Ramanujan à partir de 1965, culminant dans la démonstration de la conjecture par Pierre Deligne en 1974. Les idées de Ramanujan donnent naissance à de féconds développements (utilisant en particulier les nouveaux outils de la géométrie algébrique), rattachant cette conjecture apparemment très spécialisée à de nombreuses et importantes questions ouvertes, telles que le programme de Langlands. De manière peut-être plus anecdotique, la conjecture a permis la construction explicite de certains graphes, auxquels on a justement donné le nom de graphes de Ramanujan.
Au début des années 1980, les travaux de Bruce Carl Berndt sur les résultats des trois cahiers, ainsi que la découverte du « cahier perdu », amènent à prendre conscience que, comme le disait Freeman Dyson, « la plupart des conjectures de Ramanujan n'étaient pas seulement de jolies formules, mais avaient de la consistance et de la profondeur »,. En particulier, l'importance des dernières découvertes de Ramanujan n'est perçue que progressivement à partir des années 1990, principalement à la suite des travaux de Ken Ono : celui-ci s'appuie sur certains de ces résultats pour obtenir, en 2014, un ensemble spectaculaire de nouvelles formules algébriques,. Enfin, la démonstration de sa dernière formule non élucidée n'a été publiée qu'en 2019.
Cet impressionnant héritage explique le qualificatif de « visionnaire », au moins aussi souvent accolé à son nom que celui de « génie ». Certains propos de Ramanujan ont contribué à entretenir le mystère, et si Hardy a insisté pour qu'on ne voie « rien de mystique » dans les conjectures qu'il a énoncées, Ken Ono mentionne sa perplexité devant certaines de ses prédictions, précises et détaillées, qui lui paraissent inaccessibles avec les outils dont il disposait,.

### Autres hommages

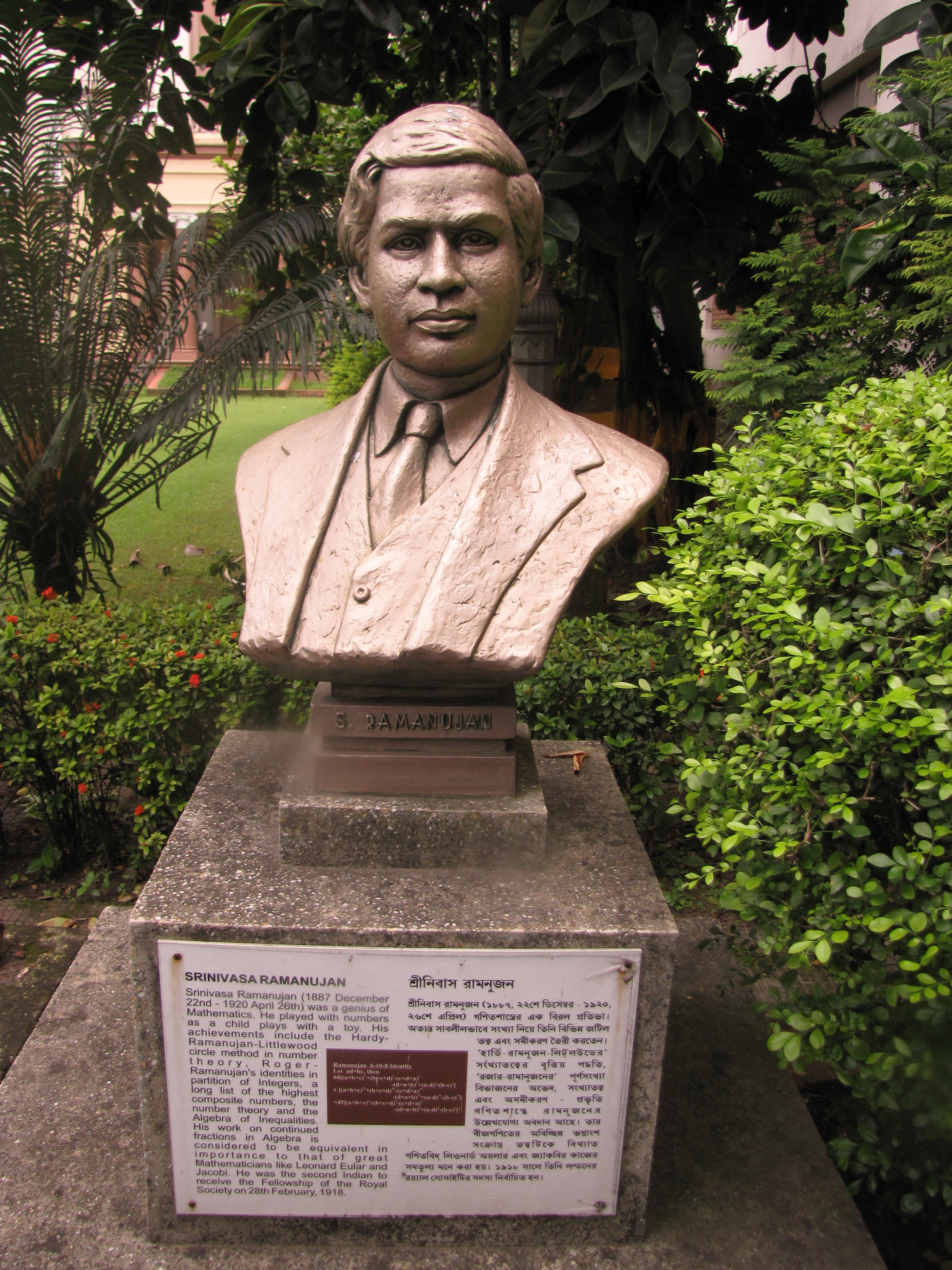
Buste de Ramanujan, à Calcutta, dans le jardin du Musée industriel et technologique Birla.

En 1983, à la demande de Janaki Ammal, sa veuve, Richard Askey commissionne le sculpteur Paul Granlund pour la réalisation de bustes en bronze de Ramanujan (s'appuyant sur la photographie de son passeport). Une subvention permet de réaliser dix bustes. Celui promis à Janaki se trouve à présent au Ramanujan Institute for Advanced Study in Mathematics (le département de mathématiques de l'université de Madras, lequel porte d'ailleurs le nom de Ramanujan depuis 1950).
Le Tamil Nadu célèbre l'anniversaire de Ramanujan le 22 décembre comme State IT Day (Journée nationale de l'Industrie et de la Technologie). Cet anniversaire est également célébré par le Government Arts College de Kumbakonam où il a fait ses études, ainsi que par l'Institut indien de technologie de Madras. En 2011, pour le 125e anniversaire de sa naissance, le gouvernement indien déclare que le 22 décembre sera désormais « Journée nationale des mathématiques », et le Premier ministre indien, Manmohan Singh, annonce de plus que 2012 sera pour cette raison Année nationale des mathématiques,.
Plusieurs institutions décernent des distinctions mathématiques en référence à Ramanujan : 
- l'académie Shanmugha décerne le prix SASTRA Ramanujan à un jeune mathématicien (de moins de 32 ans, l'âge de sa mort) ayant fait un travail remarquable dans les domaines de prédilection de Ramanujan : fractions continues, séries, théorie des nombres ; en partenariat avec l'université de Kumbakonam, elle a par ailleurs créé en 2000 un musée et un centre universitaire consacré à sa vie et à son œuvre, le Srinivasa Ramanujan Centre[147] ;
- le Centre international de physique théorique à Trieste décerne le prix ICTP Ramanujan à des jeunes mathématiciens des pays en développement, en coopération avec l'Union mathématique internationale[148].

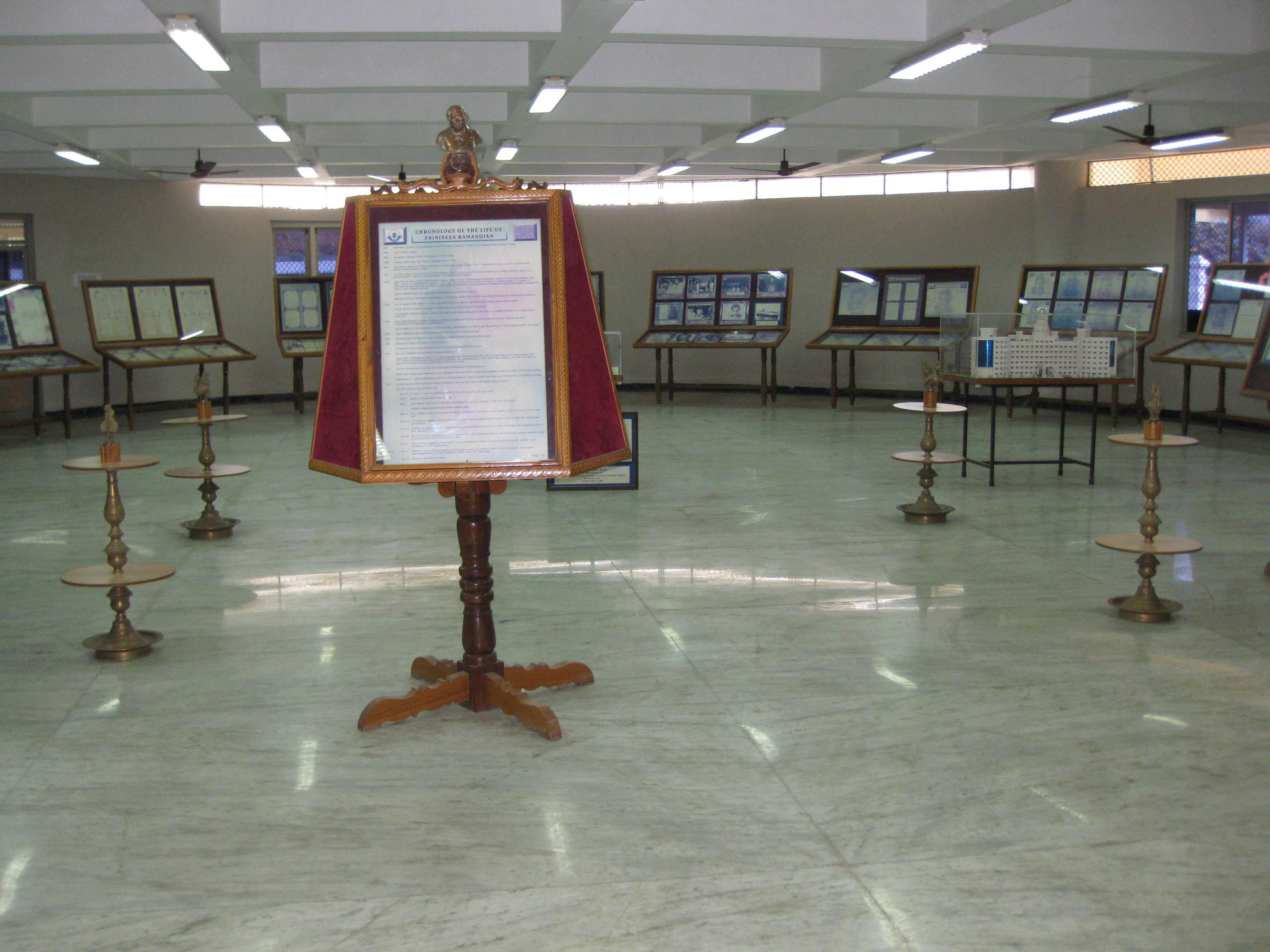
Musée SASTRA Ramanujan, à Kumbakonam.

La Société mathématique indienne organise chaque année depuis 1990 une conférence commémorative « Srinivasa Ramanujan ».
En 2010, le collège Deshbandhu, un collège universitaire affilié à l'université de Delhi et situé dans le quartier Kalkaji du sud de Delhi, est rebaptisé collège Ramanujan.
Un timbre à l'effigie de Ramanujan est émis par le gouvernement de l'Inde en 1962 (pour le 75e anniversaire de sa naissance) commémorant ses découvertes en théorie des nombres,.  Après avoir été repensé, ce timbre est remis en circulation le 26 décembre 2011 par India Post,. Le 22 décembre 2012, un timbre de cinq roupies, édité à l'occasion de la première « Journée nationale des mathématiques », figure un portrait du mathématicien indien, sur fond de formules et de figures géométriques.
L'astéroïde (4130) Ramanujan est nommé en son honneur.

### Dans la fiction
- Dans son roman, intitulé Le Comptable indien et publié en 2009[153], l'écrivain américain David Leavitt retrace la collaboration, sur fond de Première Guerre mondiale, entre Ramanujan et Hardy, à travers des souvenirs de ce dernier, évoqués alors qu'il entame une série de conférences sur les travaux de Ramanujan à l'occasion des célébrations du tricentenaire de l'université Harvard. Bien que centrée sur le personnage du mathématicien britannique, notamment sa jeunesse et ses relations sociales au sein de la société secrète des Cambridge Apostles, l'œuvre du romancier décrit la figure du talentueux autodidacte indien par la présentation des rencontres faites à Cambridge par celui-ci et de divers éléments de sa biographie[154].
- En 2007, Simon McBurney a écrit et dirigé A Disappearing Number, pièce de  théâtre inspirée par la collaboration entre Ramanujan et Hardy[155] ; cette pièce a été en particulier jouée en France (en version originale surtitrée) au Théâtre Nanterre-Amandiers en 2008[156].

### Au cinéma et à la télévision
Plusieurs films et documentaires lui sont consacrés :
- Ramanujan, film biographique de Gnana Rajasekaran, sorti en 2014[157].
- L'Homme qui défiait l'infini, film biographique  de Matt Brown, 2016 (sorti en France en DVD en 2017)[158], basé sur le livre de Robert Kanigel, The Man Who Knew Infinity: a Life of the Genius Ramanujan[45] ; le rôle de Ramanujan y est tenu par Dev Patel.
- En 2016, le ministère des Affaires extérieures de l'Inde a produit un documentaire intitulé Srinivasa Ramanujan - The Mathematician & His Legacy [« Srinivasa Ramanujan : le mathématicien et son héritage »][2], contenant en particulier des interviews de mathématiciens contemporains, ainsi que des reconstitutions de scènes de la vie de Ramanujan.

Ramanujan est également une source d'inspiration pour plusieurs personnages de fiction : 
- Dans Will Hunting, Will, un génie mathématique autodidacte, est comparé à Ramanujan par le professeur Lambeau, qui l'a découvert et lui sert de mentor[159].
- Amita Ramanujan, la jeune mathématicienne indienne de la série Numb3rs, a été nommée ainsi pour lui rendre hommage[160],[161].

## Œuvre de Ramanujan
Les articles publiés dans les journaux indiens et anglais ont été réunis par Godfrey Harold Hardy et ses collaborateurs :
- Srinivasa Ramanujan, Collected Papers of Srinivasa Ramanujan, Providence, American Mathematical Society, 1962[162].

Les photocopies des cahiers de Ramanujan ont été publiées par le Tata Institute of Fundamental Research (TIFR) ; celles du « cahier perdu » (et d'autres documents épars) par Narosa Publishing House.
- S. Ramanujan, Notebooks, Bombay, Tata Institute of Fundamental Research, 1957, 2 volumesEn 2012, une seconde édition (de bien meilleure qualité, et respectant en particulier la couleur des encres utilisées par Ramanujan) a été publiée par le TIFR[163].
- S. Ramanujan, The Lost Notebook and Other Unpublished Papers, New Delhi, Narosa Publishing House, 1988[164].

Les résultats des trois cahiers, du « cahier perdu » et de la correspondance ont été analysés par Bruce Carl Berndt (en collaboration avec d'autres mathématiciens, en particulier George Andrews et Robert Rankin).
- Bruce C. Berndt, Ramanujan's Notebooks [« Les cahiers de Ramanujan »], New York, Springer.

| — volume I,   | 1985 | [165] ; |
| — volume II,  | 1989 | [166] ; |
| — volume III, | 1991 | [167] ; |
| — volume IV,  | 1993 | [168] ; |
| — volume V,   | 2005 | [169].  |
- Bruce C. Berndt et George E. Andrews, Ramanujan's Lost Notebook [« Le cahier perdu de Ramanujan »], New York, Springer.

| — volume I,   | 2005 | [170] ; |
| — volume II,  | 2008 | [171] ; |
| — volume III, | 2012 | [172] ; |
| — volume IV,  | 2013 | [173] ; |
| — volume V,   | 2018 | [174].  |
- Bruce C. Berndt et Robert A. Rankin, Ramanujan: Letters and Commentary [« Ramanujan : Lettres commentées »], Providence, American Mathematical Society, 1995[175].